# Giro del Belgio 2025
Il Giro del Belgio 2025, novantaquattresima edizione della corsa e valido come evento dell'UCI ProSeries 2025 categoria 2.Pro, si svolse in cinque tappe dal 18 al 22 giugno 2025 su un percorso di 758,1 km, con partenza da Merelbeke-Melle e arrivo a Bruxelles, in Belgio. La vittoria fu appannaggio dell'italiano Filippo Baroncini, il quale completò il percorso in 16h39'07", precedendo il britannico Ethan Hayter ed il belga Jenno Berckmoes.
Accreditati alla partenza 166 ciclisti, dei quali 136 completarono il giro.

## Tappe
| Tappa  | Data      | Percorso                              | km    | Vincitore di tappa | Leader cl. generale   |
| ------ | --------- | ------------------------------------- | ----- | ------------------ | --------------------- |
| 1ª     | 12 giugno | Merelbeke-Melle > Knokke-Heist        | 197,6 | Tim Merlier        | Tim Merlier           |
| 2ª     | 13 giugno | Beringen > Putte                      | 194,4 | Jasper Philipsen   | Juan Sebastián Molano |
| 3ª     | 14 giugno | Tessenderlo > Ham (cron. individuale) | 9,7   | Ethan Hayter       | Ethan Hayter          |
| 4ª     | 15 giugno | Durbuy > Durbuy                       | 173   | Jenno Berckmoes    | Filippo Baroncini     |
| 5ª     | 16 giugno | Bruxelles > Bruxelles                 | 183,4 | Tim Merlier        | Filippo Baroncini     |
| Totale | Totale    | Totale                                | 758,1 |                    |                       |

## Squadre e ciclisti partecipanti
| N.      | Cod. | Squadra               |
| ------- | ---- | --------------------- |
| 1-7     | ADC  | Alpecin-Deceuninck    |
| 11-17   | SOQ  | Soudal Quick-Step     |
| 21-27   | IWA  | Intermarché-Wanty     |
| 31-37   | IGD  | Ineos Grenadiers      |
| 41-47   | LTK  | Lidl-Trek             |
| 52-57   | TPP  | Team Picnic PostNL    |
| 61-67   | UAD  | UAE Team Emirates XRG |
| 71-77   | MOV  | Movistar Team         |
| 81-87   | LOT  | Lotto                 |
| 91-97   | IPT  | Israel-Premier Tech   |
| 101-107 | TFB  | Team Flanders-Baloise |

| N.      | Cod. | Squadra                            |
| ------- | ---- | ---------------------------------- |
| 111-117 | WB2  | Wagner Bazin WB                    |
| 121-127 | TNN  | Team Novo Nordisk                  |
| 131-137 | TEN  | TotalEnergies                      |
| 141-147 | TUD  | TotalEnergies                      |
| 151-157 | RKT  | Unibet Tietema Rockets             |
| 161-167 | UXM  | Uno-X Mobility                     |
| 171-177 | BGL  | Baloise Glowi Lions                |
| 181-187 | PSC  | Pauwels Sauzen - Cibel Clementines |
| 191-197 | BCY  | BEAT Cycling Club                  |
| 201-207 | MET  | Metec-Solarwatt p/b Mantel         |
| 211-217 | TIS  | Tarteletto-Isorex                  |

## Dettagli delle tappe

### 1ª tappa
- 18 giugno: Merelbeke-Melle > Knokke-Heist - 197,6 km

Risultati
| Pos. | Corridore           | Squadra | Tempo    |
| ---- | ------------------- | ------- | -------- |
| 1    | Tim Merlier         | Soudal  | 4h23'43" |
| 2    | J. Sebastián Molano | UAE     | s.t.     |
| 3    | Ethan Vernon        | Israel  | s.t.     |

| Pos. | Corridore           | Squadra | Tempo    |
| ---- | ------------------- | ------- | -------- |
| 1    | Tim Merlier         | Soudal  | 4h23'43" |
| 2    | J. Sebastián Molano | UAE     | a 4"     |
| 3    | Ethan Vernon        | Israel  | a 6"     |

### 2ª tappa
- 19 giugno: Beringen > Putte - 194,4 km

Risultati
| Pos. | Corridore           | Squadra | Tempo    |
| ---- | ------------------- | ------- | -------- |
| 1    | Jasper Philipsen    | Soudal  | 4h07'27" |
| 2    | J. Sebastián Molano | UAE     | s.t.     |
| 3    | Jenno Berckmoes     | Lotto   | s.t.     |

| Pos. | Corridore           | Squadra | Tempo    |
| ---- | ------------------- | ------- | -------- |
| 1    | J. Sebastián Molano | UAE     | 8h30'58" |
| 2    | Jasper Philipsen    | Alpecin | a 1"     |
| 3    | Tim Merlier         | Soudal  | a 2"     |

### 3ª tappa
- 20 giugno: Tessenderlo > Ham - Cronometro individuale - 9,7 km

Risultati
| Pos. | Corridore          | Squadra | Tempo  |
| ---- | ------------------ | ------- | ------ |
| 1    | Ethan Hayter       | Soudal  | 10'29" |
| 2    | Filippo Ganna      | Ineos   | a 4"   |
| 3    | Florian Vermeersch | UAE     | a 16"  |

| Pos. | Corridore          | Squadra | Tempo    |
| ---- | ------------------ | ------- | -------- |
| 1    | Ethan Hayter       | Soudal  | 8h41'39" |
| 2    | Filippo Ganna      | Ineos   | a 2"     |
| 3    | Florian Vermeersch | UAE     | a 15"    |

### 4ª tappa
- 21 giugno: Durbuy > Durbuy - 173 km

Risultati
| Pos. | Corridore       | Squadra  | Tempo    |
| ---- | --------------- | -------- | -------- |
| 1    | Jenno Berckmoes | Lotto    | 4h00'34" |
| 2    | Marco Frigo     | Israel   | a 5"     |
| 3    | Orluis Aular    | Movistar | s.t.     |

| Pos. | Corridore         | Squadra | Tempo     |
| ---- | ----------------- | ------- | --------- |
| 1    | Filippo Baroncini | UAE     | 12h42'29" |
| 2    | Ethan Hayter      | Soudal  | a 4"      |
| 3    | Jenno Berckmoes   | Lotto   | a 7"      |

### 5ª tappa
- 16 giugno: Bruxelles > Bruxelles - 183,4 km

Risultati
| Pos. | Corridore           | Squadra | Tempo    |
| ---- | ------------------- | ------- | -------- |
| 1    | Tim Merlier         | Soudal  | 3h56'38" |
| 2    | J. Sebastián Molano | UAE     | s.t.     |
| 3    | Kim Heiduk          | Ineos   | s.t.     |

| Pos. | Corridore         | Squadra | Tempo     |
| ---- | ----------------- | ------- | --------- |
| 1    | Filippo Baroncini | UAE     | 16h39'07" |
| 2    | Ethan Hayter      | Soudal  | a 4"      |
| 3    | Jenno Berckmoes   | Lotto   | a 7"      |

## Evoluzione delle classifiche
| Tappa              | Vincitore          | Classifica generale Maglia viola | Classifica a punti Maglia rossa | Classifica giovani Maglia gialla | Classifica combattività Maglia bianca | Classifica a squadre  |
| ------------------ | ------------------ | -------------------------------- | ------------------------------- | -------------------------------- | ------------------------------------- | --------------------- |
| 1ª                 | Tim Merlier        | Tim Merlier                      | Tim Merlier                     | Tim Torn Teutenberg              | Dylan Vandenstorme                    | Team Flanders-Baloise |
| 2ª                 | Jasper Philipsen   | Juan Sebastián Molano            | Juan Sebastián Molano           | Wessel Mouris                    | Alex Colman                           | Team Flanders-Baloise |
| 3ª                 | Ethan Hayter       | Ethan Hayter                     | Juan Sebastián Molano           | Huub Artz                        | Alex Colman                           | Ineos Grenadiers      |
| 4ª                 | Jenno Berckmoes    | Filippo Baroncini                | Jenno Berckmoes                 | Alec Segaert                     | Dylan Vandenstorme                    | Lotto                 |
| 5ª                 | Tim Merlier        | Filippo Baroncini                | Juan Sebastián Molano           | Alec Segaert                     | Dylan Vandenstorme                    | Lotto                 |
| Classifiche finali | Classifiche finali | Filippo Baroncini                | Juan Sebastián Molano           | Alec Segaert                     | Dylan Vandenstorme                    | Lotto                 |

Maglie indossate da altri ciclisti in caso di due o più maglie vinte
- Nella 2ª tappa Juan Sebastián Molano ha indossato la maglia rossa al posto di Tim Merlier.
- Nella 3ª tappa Tim Merlier ha indossato la maglia rossa al posto di Juan Sebastián Molano.

## Classifiche finali

### Classifica generale - Maglia viola
| Pos. | Corridore          | Squadra  | Tempo     |
| ---- | ------------------ | -------- | --------- |
| 1    | Filippo Baroncini  | UAE      | 16h39'07" |
| 2    | Ethan Hayter       | Soudal   | a 4"      |
| 3    | Jenno Berckmoes    | Lotto    | a 7"      |
| 4    | Filippo Ganna      | Ineos    | a 10"     |
| 5    | Marco Frigo        | Israel   | a 11"     |
| 6    | Florian Vermeersch | UAE      | a 16"     |
| 7    | Orluis Aular       | Movistar | a 18"     |
| 8    | Jasper Philipsen   | Alpecin  | a 22"     |
| 9    | Pier-André Côté    | Israel   | a 23"     |
| 10   | Axel van der Tuuk  | Metec    | s.t.      |

### Classifica a punti - Maglia rossa
| Pos. | Corridore           | Squadra | Punti |
| ---- | ------------------- | ------- | ----- |
| 1    | Juan S. Molano      | UAE     | 75    |
| 2    | Tim Merlier         | Soudal  | 73    |
| 3    | Jenno Berckmoes     | Lotto   | 52    |
| 4    | Tim Torn Teutenberg | Lidl    | 51    |
| 5    | Jasper Philipsen    | Alpecin | 47    |

### Classifica giovani - Maglia gialla
| Pos. | Corridore          | Squadra     | Punti     |
| ---- | ------------------ | ----------- | --------- |
| 1    | Alec Segaert       | Lotto       | 16h39'36" |
| 2    | Héctor Álvarez     | Lidl        | a 13"     |
| 3    | Matyáš Kopecký     | Novo        | a 28"     |
| 4    | T. Torn Teutenberg | Lidl        | a 1'14"   |
| 5    | Huub Artz          | Intermarché | a 1'53"   |

### Classifica combattività - Maglia bianca
| Pos. | Corridore        | Squadra  | Punti |
| ---- | ---------------- | -------- | ----- |
| 1    | D. Vandenstorme  | Flanders | 75    |
| 2    | Yorben Lauryssen | Pauwels  | 53    |
| 3    | Roy Hoogendoorn  | Metec    | 45    |
| 4    | Alex Colman      | Flanders | 30    |
| 5    | Quentin Bezza    | Wagner   | 27    |

### Classifica a squadre
| Pos. | Squadra             | Tempo     |
| ---- | ------------------- | --------- |
| 1    | Lotto               | 49h58'43" |
| 2    | Movistar            | a 23"     |
| 3    | TotalEnergies       | a 40"     |
| 4    | Israel-Premier Tech | a 41"     |
| 5    | Lidl                | a 1'28"   |